# Sulz im Weinviertel
Sulz im Weinviertel osztrák mezőváros Alsó-Ausztria Gänserndorfi járásában. 2020 januárjában 1206 lakosa volt. 

## Elhelyezkedése

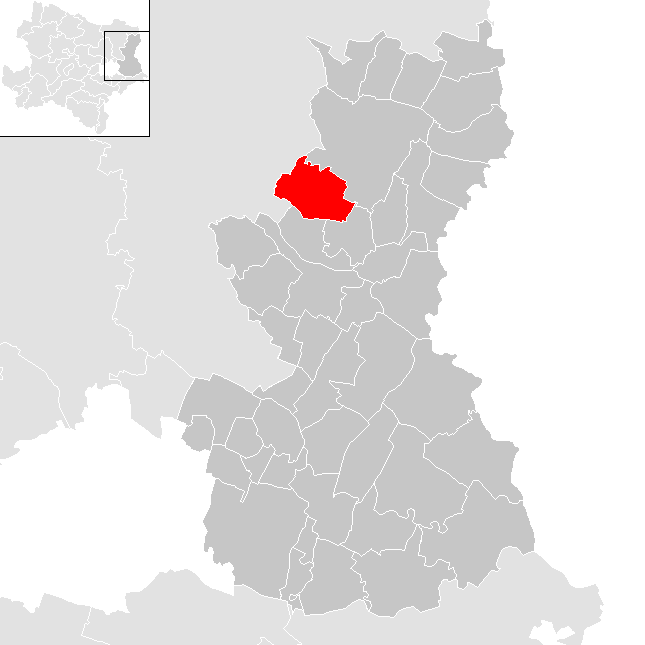
Sulz im Weinviertel a Gänserndorfi járásban

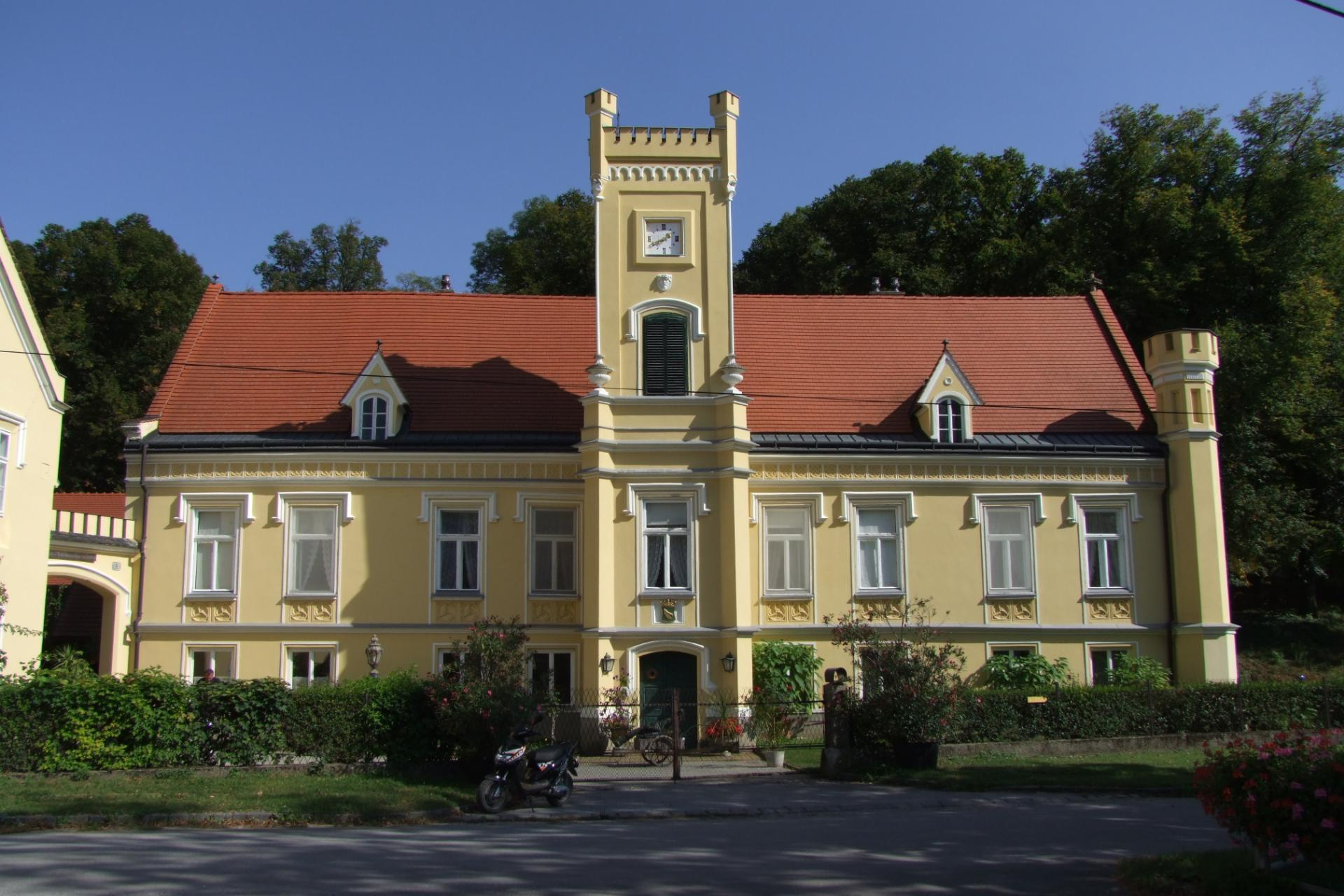
A nexingi kastély

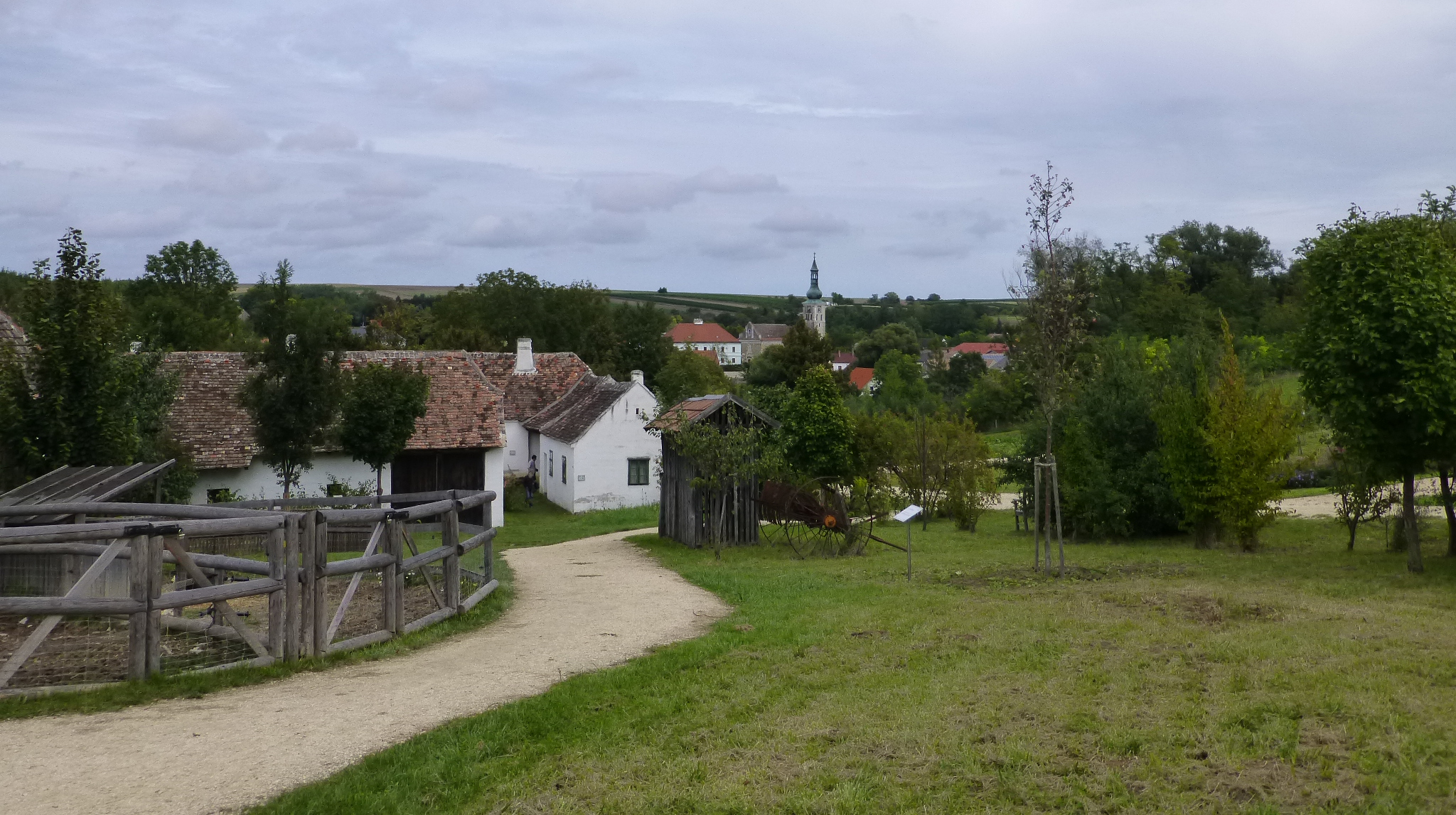
A niedersulzi skanzen

Sulz im Weinviertel a tartomány Weinviertel régiójában fekszik a Weinvierteli-dombságon, a Sulzbach folyó mentén. Területének 4%-a erdő, 83,7% áll mezőgazdasági művelés alatt. Az önkormányzathoz 4 település tartozik: Erdpreß (205 lakos 2020-ban), Nexing (49), Niedersulz (380) és Obersulz (573).  
A környező önkormányzatok: északkeletre Zistersdorf, délkeletre Spannberg, délre Hohenruppersdorf, nyugatra Gaweinstal, északra Mistelbach.
A kataszteri közösségek Erdpreß, Nexing, Niedersulz és Obersulz.

## Története
Obersulzot 1125-ben, Niedersulzot 1196-ban említik először. 

## Lakosság
A Sulz im Weinviertel-i önkormányzat területén 2020 januárjában 1206 fő élt. A lakosságszám 1981 óta 1200 körül stagnál. 2018-ban az ittlakók 94,8%-a volt osztrák állampolgár; a külföldiek közül 1,7% a régi (2004 előtti), 2,8% az új EU-tagállamokból érkezett. 2001-ben a lakosok 88,7%-a római katolikusnak, 2,7% mohamedánnak, 6,5% pedig felekezeten kívülinek vallotta magát. Ugyanekkor 6 magyar élt a mezővárosban; a legnagyobb nemzetiségi csoportot a német (95,5%) mellett a törökök alkották 2,4%-kal. 
A népesség változása:

| 2016 | 1 204 |
| 2018 | 1 189 |

## Látnivalók
- a nexingi kastély
- a niedersulzi Keresztelő Szt. János-plébániatemplom
- az obersulzi Szt. Márton-plébániatemplom
- az 1714-ben emelt Szentháromság-oszlop
- az erdpreßi Szt. Vitus-kápolna
- a niedersulzi skanzen a legnagyobb szabadtéri múzeum a tartományban

## Fordítás
- Ez a szócikk részben vagy egészben  a   Sulz im Weinviertel című német Wikipédia-szócikk ezen változatának fordításán alapul.  Az eredeti cikk szerkesztőit annak laptörténete sorolja fel. Ez a jelzés csupán a megfogalmazás eredetét és a szerzői jogokat jelzi, nem szolgál a cikkben szereplő információk forrásmegjelöléseként.